# Динамо (стадион, Омск)
«Дина́мо» — старейший стадион Омска, находящийся в центре города на берегу Иртыша.

## История
В 1921 году территорию заброшенной Крестьянской базарной площади города отдали для занятий Всеобуча и вскоре на её территории построили раздевалки и трибуну на 500 мест. Здесь желающие играли в футбол и занимались физическими упражнениями. 6 июля 1929 года на этом месте официально открыт стадион ВЦСПС. Помимо футбольного поля он имел еще набор открытых волейбольных и баскетбольных площадок и теннисных кортов.
В 1936 году деревянная трибуна расширилась до четырёх тысяч мест, а стадион стал зваться Центральным городским. После войны стадион переименован в «Динамо», построена хоккейная коробка, в 1974 году оборудованная искусственным льдом. На стадионе заливалась лучшая за Уралом ледовая конькобежная дорожка, и спортивное сооружение отдавалось конькобежцам, а горожане приходили сюда вечерами на массовые катания. Стадион стал центром не только спортивных баталий, но и местом проведения общественно значимых событий.
В 1959 году на стадионе была проведена первая серьёзная реконструкция — трибуна стала железобетонной и вмещала уже до 5000 человек. Появились трибуны и на хоккейной площадке, также построен земляной велотрек, позже залитый бетоном.
Искусственный лёд также впервые появился на «Динамо» — в 1974 году.

### Городской футбол
С момента появления футбольной площадки на Старобазарной площади, а затем и на стадионе в любое время года постоянно проводились соревнования между коллективами предприятий, военных училищ. Регулярно проводились соревнования «Кожаный мяч», «Золотая осень», на приз города, области, газеты Омская правда.

### Первенства и Кубки РСФСР и СССР
В 1936 году реорганизация Всесоюзных соревнований позволила областным командам выйти на союзную арену. С этого периода и до появления в 1966 году стадиона «Красная Звезда» Центральный городской стадион регулярно принимал основные матчи омских команд.
9 июня 1946 г. трибуна стадиона не смогла вместить всех желающих посмотреть первый официальный матч сильнейшей городской команды завода имени Баранова, которая единственная из омских завоевала место в зональном Первенстве страны. Именно с этого момента начата история команды «Крылья советов», позже названной «Иртыш». Всего на стадионе «Динамо» ФК «Иртыш» провёл 177 домашних игр, в 111 из которых выиграл, 33 матча проиграл и столько же свёл в ничью. Главная омская команда базировалась на бело-голубом стадионе в 1946—1949 гг., 1957—1965 гг. и в период ремонта своего стадиона с апреля по август 1970 года.

### Международные матчи
В 1930 году омичи на приветствовали футболистов Рабочего спортивного союза Эстонии из Ревеля. После торжественного митинга состоялся матч, закончившийся победой омичей 3:2.
7 августа 1960 года омский Иртыш принимал в товарищеском матче футболистов города Шэньяна. Матч закончился победой китайцев — 2:1.

## Хоккей
7 января 1950 года омская команда по хоккею с шайбой «Спартак» провела первый свой матч — принимала новосибирский Пищевик и проиграла 3:4.
15 октября 1974 года впервые в Омске был проведён матч на искусственном льду, сооружённом на хоккейном стадионе. На нём главная омская команда по хоккею с шайбой и проводила все свои домашние матчи до переезда «под крышу» в СКК Иртыш.

## Стадион в период 1993—2003 гг.
В 1993 году стадион после многолетнего перерыва обрёл второе дыхание, на базе футбольной СДЮСШОР-20, в Омске была создана вторая команда мастеров «Динамо», которая выступала в восточной зоне второй лиги, вплоть до 2001 года, в середине которого по финансовым причинам команда прекратила существование.

## Новейшая история
3 октября 2004 года после годичной реконструкции распахнул свои ворота старейший городской стадион Омска. На центральном футбольном поле впервые в городе было уложено искусственное травяное покрытие с подогревом, позволяющее тренироваться в любое время года. Единственная трибуна также подверглась реконструкции, старые деревянные скамейки заменены на пластиковые сиденья, модернизированы велотрек и беговая дорожка.
Стоимость проекта составила около 1,9 млн долларов, финансировал работы Роман Абрамович.